# Min Ko Naing
Paw Oo Tun (en birman : ပေါ်ဦးထွန်း), mieux connu sous son pseudonyme Min Ko Naing, (မင်းကိုနိုင်, lit. "conquérant des rois") est un éminent militant de la démocratie et dissident du Myanmar. 
Il a passé la plupart des années depuis 1988 emprisonné par l'État pour ses activités d'opposition. Le New York Times l'a  décrit comme « la figure d'opposition la plus influente de la Birmanie après Daw Aung San Suu Kyi ». 

## Biographie
Min Ko Naing est né à Rangoun (ou à Mudon (en) d'après Wikidata), et est le troisième fils de Thet Nyunt et Hla Kyi, un couple de Mudon (en) dans l'État Môn. Il a trois sœurs, Kyi Kyi Nyunt, Ye Ye Nyunt et Thadar Nyunt. 
L'intérêt de Min Ko Naing pour la politique a commencé à l'Université des Arts et des Sciences de Rangoun au milieu des années 1980 où il a étudié la zoologie. Au cours de ses années d'études, il était un membre actif du club des arts, où il aimait lire, écrire des poèmes et dessiner des dessins animés, en particulier des dessins satiriques. Selon ses camarades de classe, Min Ko Naing était membre d'une troupe de spectacles qui a participé au traditionnel concours Than Gyat lors de Thingyan (le festival annuel de l'eau en Birmanie) en avril. Prenant le nom de « Bouc et Bouche-Œil », la troupe a joué des pièces et des sketchs satiriques satirisant le gouvernement militaire birman et le manque de liberté et de démocratie. Bien que la troupe soit populaire, elle a également attiré l'attention des agents du renseignement militaire birman, qui ont commencé à suivre les mouvements de Min Ko Naing. Malgré l'illégalité de la formation de syndicats étudiants en Birmanie, Min Ko Naing et d'autres étudiants ont formé des groupes d'étude clandestins pour discuter de la situation politique de la Birmanie, qui est devenue un syndicat étudiant secret.

## Quinze ans d'emprisonnement politique jusqu'en 2004
Obligé de vivre clandestinement, Min Ko Naing a continué son travail d'organisation tout en se déplaçant de maison en maison chaque nuit pour éviter d'être arrêté. Après plusieurs mois, il a été capturé avec d'autres étudiants. Il a été condamné à 20 ans d'emprisonnement, en vertu de l'article 5(j) de la loi de 1950 sur les dispositions d'urgence pour avoir provoqué « des troubles au détriment de l'ordre public, de la paix et de la tranquillité ». Sa peine a été commuée en dix ans dans le cadre d'une amnistie générale en janvier 1993. Il a été considéré comme un prisonnier d'opinion par Amnesty International, qui a mené une campagne intensive pour sa libération,. 
Selon Amnesty International, Min Ko Naing a été gravement torturé et maltraité au début de sa détention. Sa santé en a souffert. Lors de son interrogatoire, il aurait été contraint de rester dans l'eau pendant deux semaines jusqu'à ce qu'il s'effondre et, par conséquent, son pied gauche est devenu totalement engourdi. Le 19 novembre 2004, il a été libéré de prison, après avoir été emprisonné pendant quinze ans.      

## Deuxième emprisonnement
Min Ko Naing a été arrêté de nouveau fin septembre 2006. Htay Kywe, Ko Ko Gyi, Pyone Cho et Min Zeya ont été arrêtés avec lui, avant la convention nationale de 2006 en Birmanie. En janvier 2007, ils ont été libérés, sans explication officielle ni de leur arrestation initiale ni de leur libération soudaine.   
Il a été de nouveau arrêté vers minuit le 21 août 2007, avec treize autres dirigeants du Groupe d'étudiants Generation 88 (en) pour avoir organisé des manifestations pacifiques. Le gouvernement des États-Unis a condamné leur arrestation par la junte birmane. Le 11 novembre 2008, Min Ko Naing a été condamné à 65 ans de prison, 22 autres personnes ayant joué un rôle dans les manifestations d'août 2007. Le 15 novembre 2008, Min Ko Naing a été transféré à la prison de Kengtung dans l'État de Shan, où des cellules isolées et sombres ont été construites au milieu des années 2000 pour l'isolement cellulaire.  
Min Ko Naing a été libéré avec de nombreux autres militants le 13 janvier 2012, dans le cadre d'une grâce présidentielle de masse pour les militants politiques. 

## Reconnaissance internationale
Min Ko Naing a remporté de nombreux prix internationaux pour son militantisme. Il s'agit notamment du prix Gwangju 2009 pour les droits de l'homme ; le Prix du courage civil 2005, qu'il a partagé avec Anna Politkovskaïa et Munir Saïd Thalib, le prix Homo Homini 2000 des personnes dans le besoin ; le Prix de la paix étudiante 2001 et le prix John Humphrey pour la liberté 1999, qu'il a partagé avec Cynthia Maung de la clinique Mae Tao. 
En 2012, il a été annoncé comme lauréat d'un prix du National Endowment for Democracy des États-Unis, mais a annoncé son intention de ne pas assister à la cérémonie en solidarité avec d'autres militants birmans à qui un visa avait été refusé.